# NEWS LIVE TOUR 2012 ~아름다운 사랑으로 만들어줄게~
《NEWS LIVE TOUR 2012 ~아름다운 사랑으로 만들어줄게~》(NEWS LIVE TOUR 2012～美しい恋にするよ～ NEWS LIVE TOUR 2012 ~우츠쿠시이 코이니 스루요~[*])는 NEWS의 6번째 라이브 비디오 음반이다.

## 개요

### 초회반
- DVD 3매 세트+CD 1매
- 프리미엄 패키지 사양 (세로 25cm×가로 28.5cm×두께 1cm)
- 28P 소책자 (세로 25cm×가로 28.5cm)
- 특전 영상&CD (초회반만 수록)
  - 재시동에의 궤적  - Documentary of NEWS
  - NEWS 스페셜 프로그램 “모여라!!!! 챵카파나”
  - NEWS SPECIAL CD ~아름다운 토크로 해줄게~

### 통상반
- DVD 2매 세트
- 12P 소책자
- 특전 영상
  - 챵카파나 발매 기념!!!! NEWS 매장 몰카 작전

### 블루레이반
- DVD 2매 세트
- 12P 소책자
- 특전 영상
  - 챵카파나 발매 기념!!!! NEWS 매장 몰카 작전

## 수록 내용

### DISC1
1. OVERTURE
2. チャンカパーナ / 챵카파나
3. NEWSニッポン / NEWS 일본
4. weeeek
5. Happy Birthday
6. Fighting Man
7. MC
8. 恋のABO / 사랑의 ABO
9. BE FUNKY!
10. BEACH ANGEL
11. SUMMER TIME
12. INTER
13. LET'S GO TO THE PLANETS
14. 愛はシンプルなカレーライス / 사랑은 심플한 카레라이스
15. あなたがとなりにいるだけで / 네가 곁에 있는 것만으로
16. 紅い花 / 붉은 꽃
17. 星をめざして / 별을 향해서
18. DREAMS
19. MARCHING BAND INTER
20. 希望～Yell～ / 희망~Yell~
21. きらめきの彼方へ / 반짝임의 저편으로
22. サヤエンドウ / 사야엔도
23. 希望～Yell～ / 희망~Yell~
24. 裸足のシンデレラボーイ / 맨발의 신데렐라 보이
25. TEPPEN
26. MC
27. Addict OVERTURE
28. Addict - 테고시 유야
29. ヴァンパイアはかく語りき / 뱀파이어는 이렇게 말했다 - 카토 시게아키
30. INTER
31. エンドレス・サマー / 엔드리스 서머
32. Share
33. I・ZA・NA・I・ZU・KI
34. チェリッシュ / 체리시
35. PeekaBoo... - 마스다 타카히사
36. Starry - 코야마 케이치로
37. INTER
38. バンビーナ / 밤비나
39. Dancin' in the Secret
40. 紅く燃ゆる太陽 / 붉게 타오르는 태양
41. Smile Maker
42. 2人/130000000の奇跡 / 1억 3천만 분의 2명의 기적
43. MC
44. フルスイング / 풀 스윙

【ENCORE】
1. さくらガール / 벚꽃걸
2. NEWSニッポン / NEWS 일본
3. チャンカパーナ / 챵카파나

【W ENCORE】
1. weeeek
2. チャンカパーナ / 챵카파나

### DISC2
- 재시동에의 궤적  - Documentary of NEWS

### DISC3
- LIVE TOUR 2012 SPECIAL DIGEST
- NEWS 스페셜 프로그램 “모여라!!!! 챵카파나”

### DISC4
- NEWS SPECIAL CD ~아름다운 토크로 해줄게~ [약 31분]